# 榮進寶蹄
榮進寶蹄（日語：エイシンプレストン），是美國出生的日本純種競賽馬匹。生涯活躍於一哩賽事，總出賽次數32次，勝出10次，曾勝出朝日盃三歲錦標及香港一哩錦標，更曾於2002及2003年連霸女皇盃。由於其遠征香港出賽五次中勝出其中三次，因而被称为「香港魔王」。

## 出賽前
1997年4月6日出生於美國一個由當地人Joseph E. Gehl管理的牧場，成長途中被馬主平井豐光購入並引入日本。
其後交由栗東訓練中心練馬師北橋修二訓練。

## 競賽生涯

### 3歲（現2歲）
1999年11月6日出戰京都競馬場3歲新馬戰，比賽途中需要跑出不俗的末腳速度，但仍然被前方領放的大德之都拉開，最終以第二落敗。
11月20日出戰另外一場3歲新馬戰，本次比賽採用先行戰術下於直路繼續加速，最終跑出全場最快末腳下以5馬位優勢取得首次勝利。
其後出戰朝日盃三歲錦標，雖然本次比賽爲其首次挑戰分級賽，但仍然獲得第四人氣。比賽開始後，其選擇和上兩仗不同的戰術的戰術，保持於較後位置追走。進入直路後，其仍然保持於約莫第八的位置，但於直路中段成功進入全速狀態，最終超越前方賽駒下成功以1/2馬位優勢贏過對手，取得首個分級賽勝利。

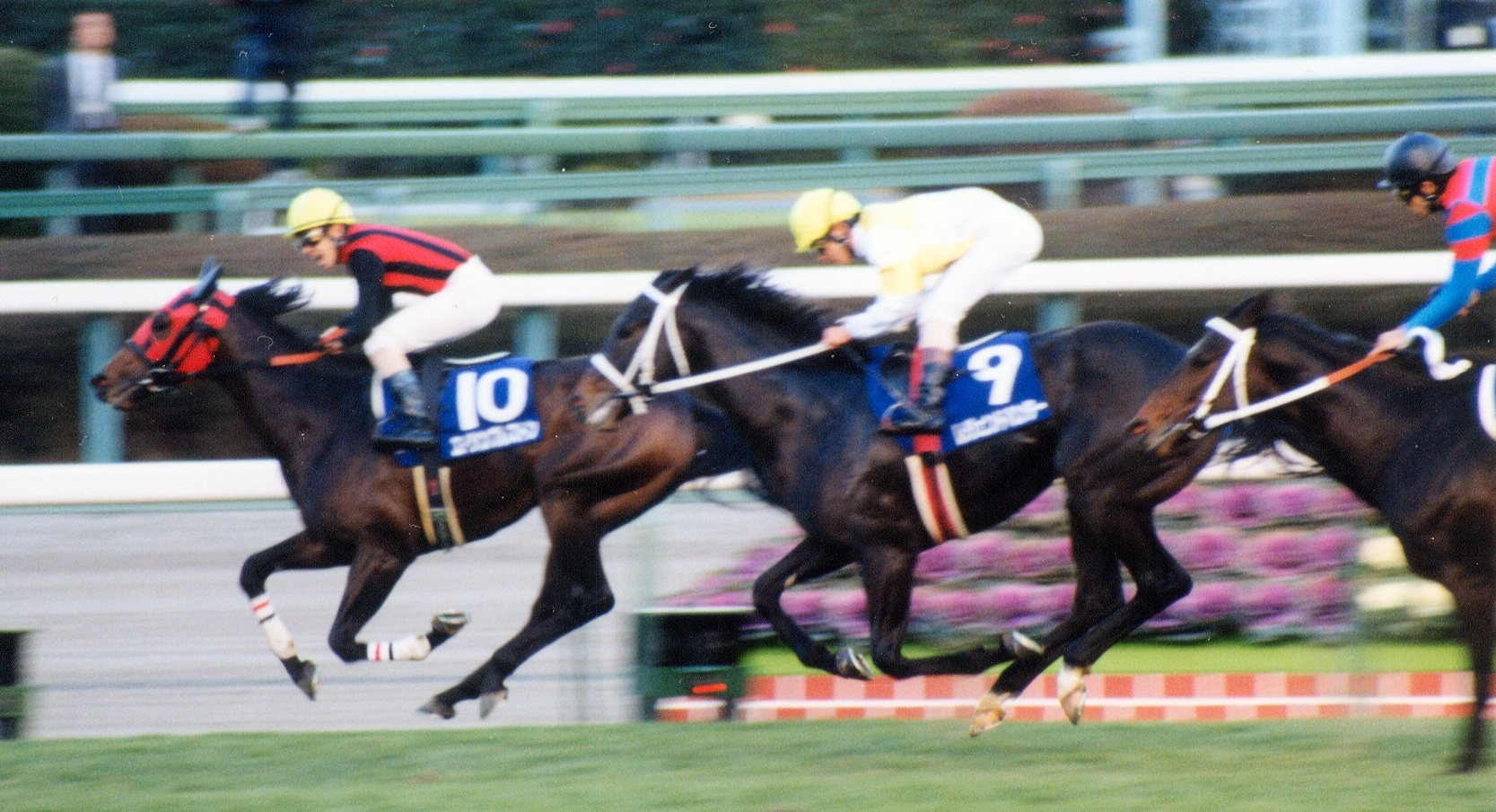
出戰朝日盃三歲錦標的榮進寶蹄

年末，由於其成功勝出一級賽，因而於評選中以202票當選最佳3歲雄馬。

### 4歲（現3歲）
2000年年初出戰中山競馬場三級賽如月賞，然而完全未能衝出之下以第九慘敗。
2月26日出戰雅靈頓盃，本次比賽重拾先行戰術下於最後彎道時候成功進佔有利位置，進入直路繼續加速，最終成功超越前方對手下以頸位壓贏Purple Ebisu取得冠軍。
4月8日出戰新西蘭盃四歲錦標，比賽初段因於處於第12檔起步而選擇留後，進入對面直路後逐步爬升，通過第三彎道時候稍爲前移至第九。進入直路後，其突然於外檔位置加速，並於中段成功超越，及後繼續保持衝刺下亦可以抵擋後方城中神駒的挑戰取得勝利。
其後原定乘勢出戰NHK一哩賽，然而於賽前被發現骨折而退賽，最終需要進入半年的休養期。
完成休養後於秋季的天鵝錦標復出僅獲第六，11月19日出戰一哩冠軍賽亦僅跑獲第五。

### 4歲[a]
進入2001年其仍然處於低潮期，出戰京都金盃、根岸錦標及中山紀念均未能進入三甲內。
4月雖然出戰打吡公爵挑戰盃取得第二，但於其後的京王盃春季盃及安田紀念再度失準未能掄元。
6月23日降級出戰公開賽米子錦標，比賽途中一直保持於中團靠後位置，進入直路後憑借有利的狀態成功衝出，最終壓制對手下成功奪得冠軍。
7月15日出戰北九州紀念，比賽初段主動搶佔位置下成功於前方推進，進入直路後繼續保持走勢成功阻止後方賽駒的來襲，取得分級賽連勝。
其後出戰關屋紀念及每日王冠，於其中繼續保持良好的表現，最終跑出一冠一亞的優秀表現。
11月18日重返一級賽的戰列出戰一哩冠軍賽，賽前獲得第二人氣。比賽開始後，其處於約莫第八的位置推進，並於比賽途中保持穩定的節奏。進入直路後，其成功爆發出不俗的速度，可惜仍然無法追上前方的禪宗勝者，以3/4馬位差距落敗。
其後陣營安排其遠征香港，目標是香港一哩錦標。比賽開始後，其保持於中團位置徐徐推進，進入最後直路如箭般後上，於最後100米超越前方賽駒取得領先並穩操勝券，以超過三個馬位將電子麒麟拋離再度奪得一級賽冠軍。

### 5歲
2002年以中山記念作爲年度首戰，雖然賽前被捧成第一人氣大熱門，然而於直路上未能保持走勢稍微失速，最終僅跑得一席第五。
其後再度來港遠征出戰女皇盃，本次比賽其選擇後上戰術下再於大外檔位以凌厲姿態來襲。瞬間超越其他馬匹下取得領先，最終與同爲日本代表的愛麗數碼包辦頭二。此次比賽過後，其更成為同一馬季勝出香港國際賽事後再稱霸女皇盃的馬匹，成功獲頒100萬港元的額外獎金。
回國後出戰安田紀念，然而本次比賽保持於隊伍最後方下於最後直路後上不及，最終僅以一席第五完賽。
入秋後以每日王冠、秋季天皇賞及一哩冠軍賽的戰線進行，但均未能掄元下分別以第二、第八及第二的戰績落敗。
12月第三度來港出戰，本年度目標改為途程2000米香港盃。比賽初段繼續採用擅長的居中戰術，但於直路嘗試後上追趕其他馬匹的時候受到阻擠，因而抽出外檔取位，最後浪費些微路程下跑獲第五。

### 6歲
2003年2月出戰二月錦標，爲其自2001年挑戰根岸錦標後再度上陣泥地賽事。然而於比賽途中，其因泥地適性不俗完全無法衝出突破，最終以包尾第十六大敗。
4月27日第四度遠征香港，目標爲挑戰連霸女皇盃，雖然計劃因沙士疫情的蔓延一度被擱置，但最終仍然成行。比賽途中其保持穩定的走勢處於中團左右的位置，進入直路不斷加速並於最後100米成功帶出，最終將優勢帶到終點下達成衛冕。
回國休養約半年後於每日王冠再次上陣奪得一席季軍，11月2日乘勢出戰秋季天皇賞亦表現不俗的狀態，最終僅敗於吉兆、鶴丸小子及Tenzan Seiza取得第四。
秋季天皇賞結束後再度遠征香港出戰香港盃，但狀態未如以往之下無法發揮優秀的加速力最終以第七完賽。
返回日本後，陣營考慮年齡因素，決定安排其退役，並於12月22日取消日本中央競馬會的賽駒註冊。

### 詳細賽績
| 日期       | 舉辦國家/地區 | 馬場 | 距離   | 級別 | 賽事名稱         | 負重 | 騎師     | 馬號 | 出馬 | 名次 | 時間   | 頭馬（二馬）      |
| ---------- | ------------- | ---- | ------ | ---- | ---------------- | ---- | -------- | ---- | ---- | ---- | ------ | ----------------- |
| 6/11/1999  | 日本          | 京都 | 草1600 |      | 3歲新馬          | 54   | 福永祐一 | 8    | 13   | 2    | 1:35.9 | 大德之都          |
| 20/11/1999 | 日本          | 京都 | 草1600 |      | 3歲新馬          | 54   | 福永祐一 | 7    | 9    | 1    | 1:35.6 | （Admire Saber）  |
| 12/12/1999 | 日本          | 中山 | 草1600 | GI   | 朝日盃三歲錦標   | 54   | 福永祐一 | 10   | 16   | 1    | 1:34.7 | （Legend Hunter） |
| 13/2/2000  | 日本          | 京都 | 草1800 | GIII | 如月賞           | 55   | 福永祐一 | 5    | 12   | 9    | 1:48.6 | Silver Cockpit    |
| 26/2/2000  | 日本          | 阪神 | 草1600 | GIII | 雅靈頓盃         | 56   | 福永祐一 | 12   | 12   | 1    | 1:35.7 | （Purple Ebisu）  |
| 8/4/2000   | 日本          | 中山 | 草1600 | GII  | 新西蘭盃四歲錦標 | 56   | 福永祐一 | 12   | 15   | 1    | 1:34.4 | （城中神駒）      |
| 28/10/2000 | 日本          | 京都 | 草1400 | GII  | 天鵝錦標         | 56   | 福永祐一 | 17   | 17   | 6    | 1:21.0 | 大德大和          |
| 19/11/2000 | 日本          | 京都 | 草1600 | GI   | 一哩冠軍賽       | 55   | 福永祐一 | 2    | 18   | 5    | 1:33.2 | 愛麗數碼          |
| 5/1/2001   | 日本          | 京都 | 草1600 | GIII | 京都金盃         | 56   | 福永祐一 | 16   | 16   | 14   | 1:33.2 | 大德之都          |
| 29/1/2001  | 日本          | 東京 | 泥1400 | GIII | 根岸錦標         | 57   | 福永祐一 | 2    | 13   | 12   | 1:24.5 | 真善美            |
| 25/2/2001  | 日本          | 中山 | 草1800 | GII  | 中山紀念         | 56   | 福永祐一 | 9    | 13   | 5    | 1:48.8 | 美國波士          |
| 1/4/2001   | 日本          | 中山 | 草1600 | GIII | 打吡公爵挑戰盃   | 58   | 福永祐一 | 10   | 14   | 2    | 1:35.2 | Checkmate         |
| 13/5/2001  | 日本          | 東京 | 草1400 | GII  | 京王盃春季盃     | 58   | 福永祐一 | 6    | 18   | 6    | 1:20.4 | 痛快駒            |
| 3/6/2001   | 日本          | 東京 | 草1600 | GI   | 安田紀念         | 58   | 福永祐一 | 7    | 18   | 10   | 1:34.1 | 黑鷹              |
| 23/6/2001  | 日本          | 阪神 | 草1600 | OP   | 米子錦標         | 57   | 福永祐一 | 2    | 12   | 1    | 1:34.8 | （Top Protector） |
| 15/7/2001  | 日本          | 小倉 | 草1800 | GIII | 北九州紀念       | 57   | 福永祐一 | 2    | 9    | 1    | 1:48.3 | （樂事到）        |
| 5/8/2001   | 日本          | 新潟 | 草1600 | GIII | 關屋紀念         | 58   | 福永祐一 | 6    | 9    | 3    | 1:48.3 | 萬能泰斗          |
| 7/10/2001  | 日本          | 東京 | 草1800 | GII  | 每日王冠         | 58   | 福永祐一 | 12   | 12   | 1    | 1:45.3 | （樂事到）        |
| 18/11/2001 | 日本          | 京都 | 草1600 | GI   | 一哩冠軍賽       | 57   | 福永祐一 | 9    | 18   | 2    | 1:33.3 | 禪宗勝者          |
| 16/12/2001 | 香港          | 沙田 | 草1600 | GI   | 香港一哩錦標     | 57   | 福永祐一 | 3    | 14   | 1    | 1:34.8 | （電子麒麟）      |
| 24/2/2002  | 日本          | 中山 | 草1800 | GII  | 中山紀念         | 60   | 福永祐一 | 9    | 14   | 5    | 1:45.9 | 東海角            |
| 21/4/2002  | 香港          | 沙田 | 草2000 | GI   | 女皇盃           | 57   | 福永祐一 | 3    | 14   | 1    | 2:02.5 | （愛麗數碼）      |
| 2/6/2002   | 日本          | 東京 | 草1600 | GI   | 安田紀念         | 58   | 福永祐一 | 13   | 18   | 5    | 1:33.6 | 喜高善            |
| 6/10/2002  | 日本          | 東京 | 草1800 | GII  | 每日王冠         | 59   | 福永祐一 | 2    | 9    | 2    | 1:46.4 | 萬能泰斗          |
| 27/10/2002 | 日本          | 東京 | 草2000 | GI   | 秋季天皇賞       | 58   | 福永祐一 | 6    | 18   | 8    | 1:59.2 | 吉兆              |
| 17/11/2002 | 日本          | 京都 | 草1600 | GI   | 一哩冠軍賽       | 57   | 福永祐一 | 6    | 18   | 2    | 1:32.8 | 東海角            |
| 15/12/2002 | 香港          | 沙田 | 草2000 | GI   | 香港盃           | 57   | 福永祐一 | 3    | 12   | 5    | 2:07.2 | 計得精彩          |
| 23/2/2003  | 日本          | 中山 | 泥1800 | GI   | 二月錦標         | 57   | 福永祐一 | 14   | 16   | 16   | 1:57.1 | 黃金魅力          |
| 27/4/2003  | 香港          | 沙田 | 草2000 | GI   | 女皇盃           | 57   | 福永祐一 | 1    | 12   | 1    | 2:03.8 | （勝威旺）        |
| 12/10/2003 | 日本          | 東京 | 草1800 | GII  | 每日王冠         | 59   | 福永祐一 | 5    | 11   | 3    | 1:46.2 | 各有千秋          |
| 2/11/2003  | 日本          | 東京 | 草2000 | GI   | 秋季天皇賞       | 58   | 福永祐一 | 2    | 18   | 4    | 1:58.5 | 吉兆              |
| 14/12/2003 | 香港          | 沙田 | 草2000 | GI   | 香港盃           | 57   | 福永祐一 | 4    | 14   | 7    | 2:02.2 | 飛霸              |

a 由2001年開始，日本跟隨國際馬齡顯示標準，以實歲標記馬匹

## 退役後
退役後，榮進寶蹄成爲了配種馬。在北海道靜內町（今新日高町）Lex Stud休養，在2004年開始配種，首批子嗣於2005年出生。首批子嗣可於2007年出賽，7月22日經已由中央的賽駒在新馬戰中取勝。
2009年，其被轉移至北海道浦河町榮進牧場，繼續於當地進行配種。
2019年因年老由配種馬退役，繼續於榮進牧場進行養老生活。
2025年2月2日，其因為衰老以28歲高齡死亡。

## 血統簡介
父系翠綠舞人爲美國生產的法國賽駒，生涯戰績不俗，曾勝出一級賽法國二千堅尼及雷鵬錦標。祖父尼真斯基爲加拿大生產的愛爾蘭賽駒，生涯僅得兩敗，曾勝出葉森打吡大賽、愛爾蘭打吡、英皇佐治六世及皇后伊利沙伯錦標及二千堅尼錦標等一級賽，
母系Warranty Applied爲美國賽駒，生涯戰績不俗，曾於當地表列賽取得亞軍。祖父Monteverdi爲愛爾蘭賽駒，生涯戰績優秀，曾勝出一級賽杜何斯特錦標及二級賽愛爾蘭國家錦標。

### 血統表
| 父線：尼真斯基系（北地舞人系）           |                                 |              |               |
| 種馬 翠綠舞人 1972年（棗色）             | 尼真斯基 1967年（棗色）         | 北地舞人     | 新北區        |
| 種馬 翠綠舞人 1972年（棗色）             | 尼真斯基 1967年（棗色）         | 北地舞人     | Natalma       |
| 種馬 翠綠舞人 1972年（棗色）             | 尼真斯基 1967年（棗色）         | Flaming Page | Bull Page     |
| 種馬 翠綠舞人 1972年（棗色）             | 尼真斯基 1967年（棗色）         | Flaming Page | Flaring Top   |
| 種馬 翠綠舞人 1972年（棗色）             | Green Valley 1967年（深棗色）   | Val de Loir  | Vieux Manoir  |
| 種馬 翠綠舞人 1972年（棗色）             | Green Valley 1967年（深棗色）   | Val de Loir  | Valo          |
| 種馬 翠綠舞人 1972年（棗色）             | Green Valley 1967年（深棗色）   | Sly Pola     | Spy Song      |
| 種馬 翠綠舞人 1972年（棗色）             | Green Valley 1967年（深棗色）   | Sly Pola     | Ampola        |
| 繁殖雌馬 Warranty Applied 1986年（栗色） | Monteverdi 1988年（栗色）       | 利法爾       | 北地舞人      |
| 繁殖雌馬 Warranty Applied 1986年（栗色） | Monteverdi 1988年（栗色）       | 利法爾       | Goofed        |
| 繁殖雌馬 Warranty Applied 1986年（栗色） | Monteverdi 1988年（栗色）       | Janina       | Match         |
| 繁殖雌馬 Warranty Applied 1986年（栗色） | Monteverdi 1988年（栗色）       | Janina       | Jennifer      |
| 繁殖雌馬 Warranty Applied 1986年（栗色） | Implied Warranty 1979年（栗色） | Blood Royal  | 里博          |
| 繁殖雌馬 Warranty Applied 1986年（栗色） | Implied Warranty 1979年（栗色） | Blood Royal  | Natashka      |
| 繁殖雌馬 Warranty Applied 1986年（栗色） | Implied Warranty 1979年（栗色） | Garden Fresh | Better Self   |
| 繁殖雌馬 Warranty Applied 1986年（栗色） | Implied Warranty 1979年（栗色） | Garden Fresh | Rosy Fingered |
| 雌系：號族：3                            |                                 |              |               |
| 五代內近親交配：北地舞人 3×4             |                                 |              |               |

## 命名由來
名字中，Eishin（エイシン）是馬主平井豐光之冠名，出自其所經營的玩具公司榮進堂，Preston（プレストン）就是美國康涅狄格州普雷斯頓之名字，香港則採用音譯，翻譯为「寶蹄」。

## 外部連結
- 榮進寶蹄 netkeiba.com （页面存档备份，存于）
- 血統表 （页面存档备份，存于）